# Gare de Zhuji
La gare de Zhuji (chinois : 诸暨站) est une gare ferroviaire chinoise, située dans la ville-district de Zhuji, qui dépend de la ville-préfecture Shaoxing dans la province Zhejiang.

## Situation ferroviaire
Établie à 30 mètres d'altitude, la gare de Zhuji est notamment située sur la LGV Hangzhou - Changsha, entre les gares de Hangzhou-Sud et de Yiwu.